# F–101 Voodoo
Az F–101 Voodoo az amerikai McDonnell vállalatnál a Century-sorozat (F–100 Super Sabre, F–104 Starfighter, F-102 Delta Dagger) negyedik darabjaként készített vadászrepülőgép.  Eredetileg az amerikai nagy hatótávolságú bombázógépeket kísérő vadászgépének szánták, azonban a vártnál kisebb hatótávolsága miatt erre a feladatra nem volt alkalmas. Az USAF hamarosan harcászati vadászbombázóként állította hadrendbe. Később az USAF kétüléses elfogóvadászgépként is alkalmazta, ebből a változatból vásárolt a kanadai légierő is.

## Műszaki jellemzői
Az F-101-est két hajtóművel szerelték fel, amelyek beömlőnyílásai a szárnyak tövében, a kiömlőnyílásai a farokrész alatt voltak. A szárnyak felülete kicsi volt, hátul T vezérsík elrendezést kapott. A gépet két, egyenként 66,22 kN tolóerejű Pratt & Whitney J57–P–13 gázturbinás sugárhajtóművel szerelték fel.

## Fegyverzet
Fegyverzetét az elfogóvadász változatnál maximum két darab GAR–2 Genie típusú atomtöltetű, 1,4 kilotonnás nem irányított kötelékromboló rakéta, vagy legfeljebb hat darab AIM–4 Falcon típusú hagyományos töltetű, radarirányítású légiharc-rakéta, valamint ennek növelt méretű, nukleáris töltettel felszerelt változata, az AIM–26 Falcon alkotta. A támadó változat 3050 kg össz-tömegű hagyományos légibombát, vagy harcászati atomfegyvert hordozhatott. Beépített fegyverzete egy 20 mm-es gépágyú volt.

## Típusváltozatok
- F–101A – egyszemélyes harcászati atombombázó
- F–101B – Az Egyesült Államok és Kanada által rendszeresített kétszemélyes elfogóvadász
- F–101C – atomfegyver hordozására alkalmas kétszemélyes amerikai harcászati vadászbombázó változat
- F–101F – az Egyesült Államok és Kanada által rendszeresített kétkormányos oktatógép
- RF–101A/C – amerikai A és C változatokból kialakított felderítő repülőgép